# 葉醉白
葉醉白（1909年－1999年），本名葉錕，乳名壽臧，字醉白；中華民國陸軍少將、畫家。
葉醉白於1909年（民國前2年）10月1日出生於浙江省青田縣。畢業中央陸軍軍官學校、陸軍指揮參謀大學、國防大學等。曾任連隊長、參謀長、師團長、金門島軍團司令官代理。1960年從軍中退役後，正式開始從事水墨畫創作，擅長畫馬。1964年在台北市立博物館舉辦文化外交預展，接受台灣電視公司專輯報導（页面存档备份，存于） [2]。1965年至1971年間曾赴菲律賓、馬來西亞、越南等國舉辦畫展。1974年獲蔣中正總統授與特別榮譽獎。1977年應台灣新聞局邀請前往德國,荷蘭,西班牙 做外交巡迴展。1979年在台灣高雄市成立天馬畫廊，由昔日袍澤王海明主持。1981年以文化特使身份訪問中美洲四國，包括哥斯大黎加、巴拿馬、宏都拉斯及瓜地馬拉，並在各城市舉辦畫展及講演會。1993年，中正紀念堂收藏展示葉醉白之《氣壯山河》巨畫。1999年4月6日，因肺炎感染病逝於台北，享年90歲。同年其義子日人藤野一茂在日本秋田成立天馬美術館，骨灰長眠於此。